# Peter Secher Schmidt
Peter Secher Schmidt (født 17. marts 1963) er en dansk skuespiller, sanger og stemmeinstruktør, der siden 1995 har virket indenfor både film, teater og TV.
Peter Secher Schmidt har bl.a. medvirket i tv-serierne Klovn, Broen, Arvingerne (sæson 3) og Rita (sæson 4), og har optrådt på en række af landets teaterscener. Peter har gennem en lang årrække lagt stemme til utallige karakterer i diverse tegne- og dukkefilm, bl.a. Theodore i Alvin og de frække jordegern, Mort i Madagascar, Lenny i Stor Ståhaj, Ed i tv-serien Ed, Edd og Eddy, Clam og Ping Pong i tv-serien Camp Lazlo, What a Cartoon!, Robotboy,Pip & Pop i tv-serien Bjørnen i det blå hus. Han har som stemmeinstruktør bl.a. arbejdet på tegnefilmene Grusomme mig, Grusomme mig 2, Rango, Lorax - skovens beskytter, Megamind, Det regner med frikadeller,, Planet 51, Paranorman, Legenden om vogterne og Den lille afskyelige snemand (2019).